# Santiago da Ribeira de Alhariz
Santiago da Ribeira de Alhariz ist eine Gemeinde (Freguesia) im portugiesischen Kreis Valpaços. In ihr leben 503 Einwohner (Stand 19. April 2021).